# Droits LGBT au Royaume-Uni
Pour un article plus général, voir LGBT au Royaume-Uni.
Les droits des personnes lesbiennes, gays, bisexuelles et transgenres au Royaume-Uni ont été reconnus dans la deuxième moitié du XXe siècle, lorsque les activités sexuelles entre hommes ont été dépénalisées et que l’État a progressivement accordé son soutien à la communauté LGBT. Auparavant, la loi de 1533 sur la Bougrerie identifiait la sodomie comme un crime passible de pendaison (jusqu'en 1861) puis de prison.
De nos jours, la discrimination sur la base de l’orientation sexuelle et de l’identité de genre est illégale dans le domaine du logement, de l’embauche et de la fourniture de biens et de services. Les forces armées britanniques autorisent par ailleurs depuis l'an 2000, les personnes LGBT à servir ouvertement leur pays. Depuis le 8 janvier 2001, l’âge de la majorité sexuelle a été abaissé à 16 ans, quelle que soit l’orientation sexuelle des partenaires, grâce à un amendement sur le Sexual Offences Act. Depuis 2002, les couples de même sexe ont le droit d’adopter et, depuis 2005, ils peuvent aussi contracter un civil partnership. En outre, le Gender Recognition Act de 2004 permet aux personnes transgenres de changer leur sexe légalement. Le mariage entre personnes de même sexe est reconnu au Royaume-Uni depuis avril 2014 sous David Cameron.
L’acceptation de l’homosexualité et des droits des personnes LGBT par la société va croissant et un sondage de 2007 organisé par le site Internet YouGov indique que 90 % des Britanniques soutiennent l’interdiction de la discrimination sur la base de l’orientation sexuelle. Une autre enquête, menée en 2009 par Populus Ltd, montre quant à elle que 61 % des personnes interrogées soutiennent le droit au mariage des couples homosexuels.

## Antécédents

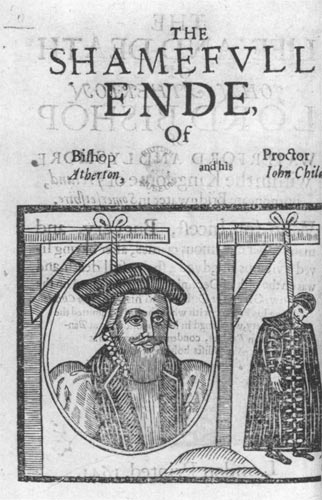
L'évêque John Atherton, convaincu de sodomie en 1641, est pendu avec son amant John Childe.

### Origines des persécutions contre les homosexuels
Depuis le règne d’Henri VIII, le droit anglais identifie la sodomie comme un crime passible de pendaison. À l’origine, la loi sur la Bougrerie est destinée à lutter contre les moines catholiques qui sont accusés de « bougrerie » (en anglais : buggery) par le pouvoir afin de légitimer la dissolution des monastères. Mais, une fois l’anglicanisme implanté en Angleterre, la loi reste en vigueur dans le royaume.
En 1707, l’Acte d’Union qui donne naissance au royaume de Grande-Bretagne fait entrer le Buggery act dans la législation écossaise. Plus tard, il fait également son apparition en Irlande et dans de nombreuses colonies anglaises, comme l'Inde.

### Évolution de la loi auXIXesiècle
En 1861, la section 61 de l’Offences against the Person Act (en) abolit la peine de mort pour sodomie. Cependant, les actes sexuels entre hommes restent toujours illégaux et sont même passibles de prison. En 1885, le Criminal Law Amendment Act étend par ailleurs la législation anti-sodomie à toutes les pratiques sexuelles entre hommes. L’homosexualité féminine n’est par contre ni reconnue ni criminalisée par la loi.
Parmi les victimes notables de la loi de 1885, on compte Oscar Wilde, condamné en 1895 à une peine de deux ans de travaux forcés à cause de sa relation amoureuse avec le jeune Lord Alfred Douglas.
Cette situation n'empêche pas un certain militantisme homosexuel d'apparaître dans le pays, grâce à des figures comme Edward Carpenter, qui publie Homogenic love and its place in a free society en 1894.

### Accroissement de la répression dans les années 1950
Au début des années 1950, la police britannique s’implique particulièrement dans la lutte contre les relations sexuelles entre hommes. Nombre d’arrestations et de procès se produisent alors, comme celui qui touche le célèbre mathématicien, scientifique et décrypteur Alan Turing (1912-1954), inculpé en 1952 pour « indécence manifeste et perversion sexuelle ».

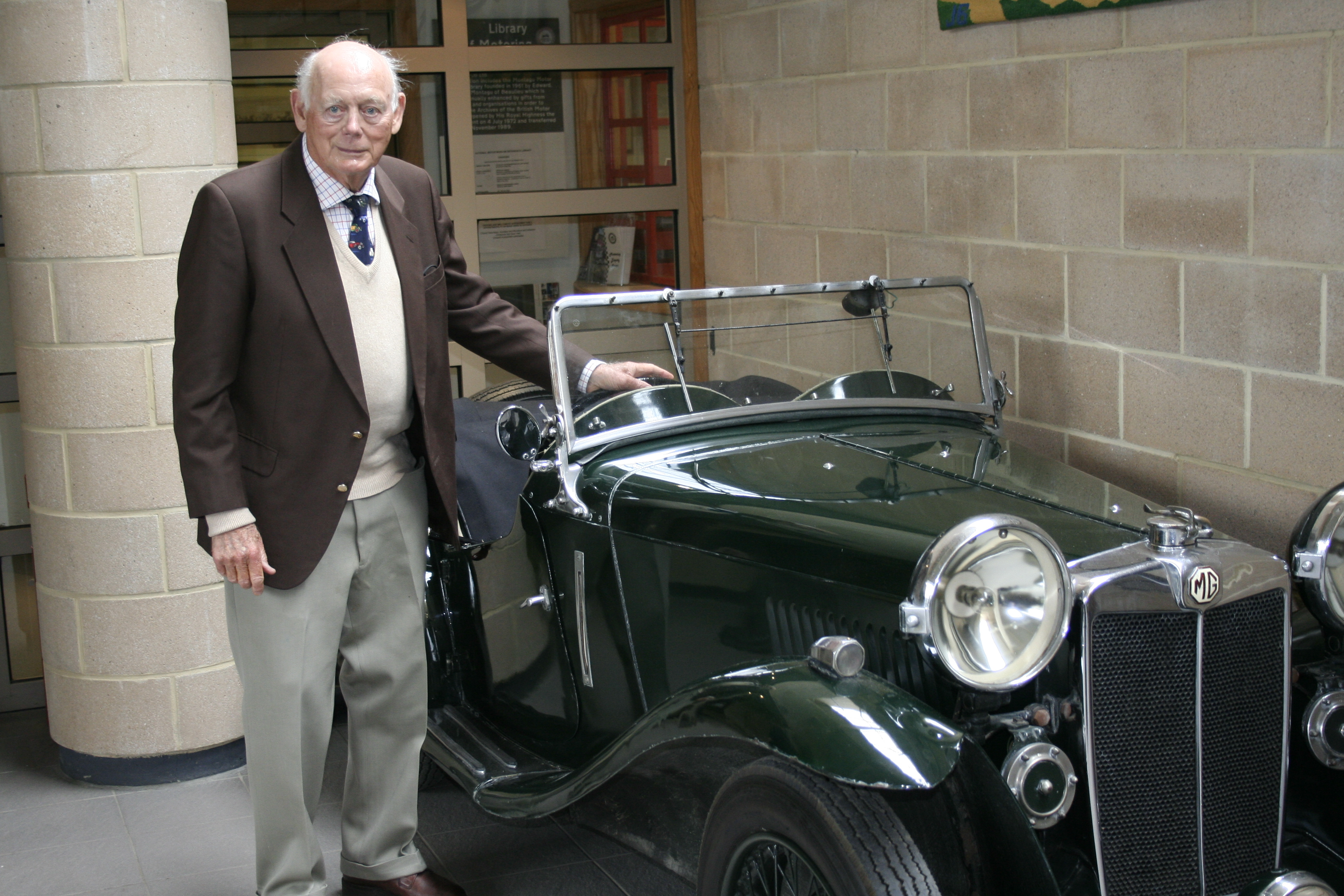
Lord Edward Montagu (ici en 2007) fut l'une des victimes les plus célèbres des lois anti-homosexuels au XX.

En 1953, Michael Pitt-Rivers, un riche propriétaire terrien, et Peter Wildeblood, un écrivain et journaliste, sont à leur tour arrêtés et inculpés pour avoir commis des « actes indécents » avec deux militaires, Edward McNally et John Reynolds. Pitt-Rivers et Wildeblood sont également accusés d’avoir conspiré avec leur ami, le 3e baron de Beaulieu Edward Douglas-Scott-Montagu, pour mener à bien leur crime. Lors du procès, qui débute le 15 mars 1954 à Winchester Castle, le Director of Public Prosecutions donne son assurance à McNally et à Reynolds qu’ils n’auront à subir aucune poursuite s’ils témoignent contre leurs amis. Finalement, les trois inculpés sont condamnés mais leur procès donne lieu à un important battage médiatique.
En réponse aux événements, le Sunday Times publie, le 28 mars 1954, un article intitulé Law and Hypocrisy (en français : « La loi et l’hyprocrisie »). Peu de temps après, le 10 avril 1954, le New Statesman couvre à son tour l’événement avec un article intitulé The Police and the Montagu Case (« La police et le cas Montagu »). Devant le bruit que provoque le procès, le Secrétaire d'État à l'Intérieur David Maxwell Fyfe, premier comte de Kilmuir, accepte de nommer une commission pour examiner la loi rendant les pratiques homosexuelles illégales. L’annonce en est faite par Sir Hugh Lucas-Tooth devant la Chambre des lords le 18 avril 1954. En août 1954, le Bureau de l'Intérieur nomme un comité de quinze hommes et femmes « pour considérer […] la loi et les pratiques relatives aux délits homosexuels et le traitement à appliquer aux personnes convaincues de tels délits par la cour ».

### Rapport Wolfenden
Le « rapport du Comité chargé des délits d’homosexualité et de prostitution » (mieux connu sous le nom de rapport Wolfenden, d'après le nom de son principal auteur, le baron John Wolfenden) est publié le 3 septembre 1957. Il recommande que les relations homosexuelles en privé entre adultes consentants ne soient plus considérées comme des délits criminels. Il établit par ailleurs que l’homosexualité ne peut pas légitimement être considérée comme une maladie car elle est très souvent le seul symptôme des patients et est compatible avec une complète santé mentale dans d’autres domaines.
En octobre 1957, l’archevêque de Cantorbéry Geoffrey Fisher défend le rapport Wolfenden en déclarant que la loi ne devrait pas s'immiscer dans le domaine privé et que ce principe est fondamental pour préserver la liberté, le respect et la responsabilité humaines.
Le premier débat parlementaire lié au rapport Wolfenden est lancé le 4 décembre 1957. Sur les dix-sept pairs qui participent au débat, seuls huit soutiennent les recommandations du rapport. David Maxwell Fyfe, qui est désormais lord grand chancelier, déclare qu’il est peu probable que le grand public apporte son soutien au rapport et demande que de plus amples recherches soient menées.
Une organisation œuvrant pour l’application des recommandations du rapport Wolfenden se met alors en place le 12 mai 1958 : c’est l’Homosexual Law Reform Society.

## Dépénalisation progressive de l'homosexualité

### Dépénalisation partielle de l'homosexualité en Angleterre et au Pays de Galles
En 1965, le comte d’Arran Arthur Gore propose la dépénalisation des actes homosexuels masculins devant la Chambre des lords. En 1966, Humphry Berkeley fait une demande similaire devant la Chambre des communes. Cependant, aux législatives suivantes, Berkeley n’est pas réélu et il est convaincu que sa défaite électorale est due à l’impopularité de sa proposition. Cela n’empêche pas le parlementaire travailliste Leo Abse de reprendre le dossier au Parlement et de le faire avancer. Après presque dix ans de campagne, le Sexual Offences Bill est discuté devant les Communes en 1967 afin de mettre en œuvre certaines recommandations du Comité Wolfenden.

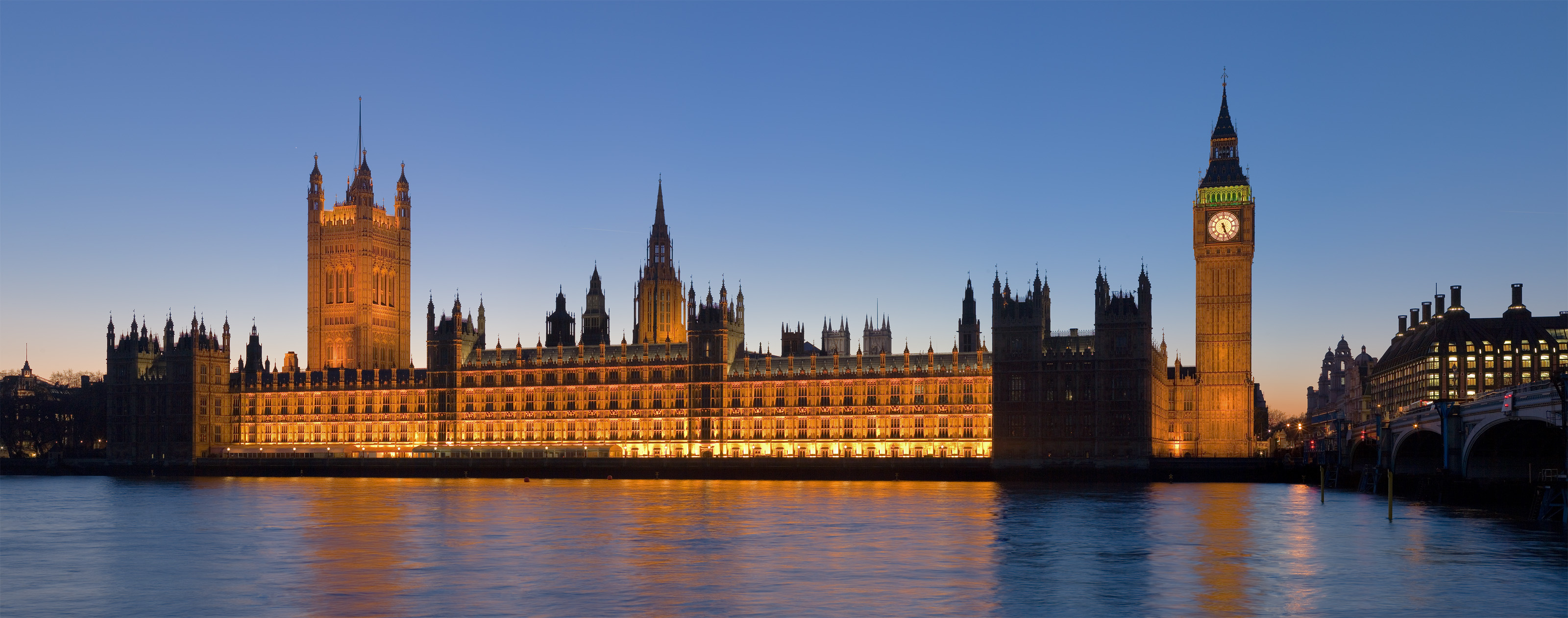
Le Parlement de Westminster, à Londres.

Après bien des débats, le Sexual Offences Act est adopté. Il maintient l’interdiction de la « bougrerie » (autrement dit de la sodomie) et de l’indécence entre hommes mais dépénalise de façon limitée les actes homosexuels lorsque trois conditions sont remplies. Pour être légal, l’acte homosexuel doit ainsi être consenti, avoir lieu en privé et n’impliquer que des personnes majeures de plus de 21 ans. Or, à la même époque, la majorité sexuelle pour les hétérosexuels est fixée à 16 ans. En outre, l’expression « en privé » va être interprétée de façon très restrictive par la justice. Toute relation sexuelle impliquant plus de deux personnes va ainsi être interdite, tout comme les actes commis dans des endroits publics (comme les hôtels) ou dans des résidences abritant des tiers (même lorsque ceux-ci se trouvent dans des pièces différentes).
Le Sexual Offences Act de 1967 ne s’applique qu’à l’Angleterre et au Pays de Galles mais pas à l’Écosse, l’Irlande du Nord, les îles Anglo-Normandes et l’île de Man, où les relations homosexuelles restent interdites par la loi. Des organisations comme le Campaign for Homosexual Equality ou le Gay Liberation Front poursuivent donc leur travail pour l’obtention de l’égalité pleine et entière avec les hétérosexuels.

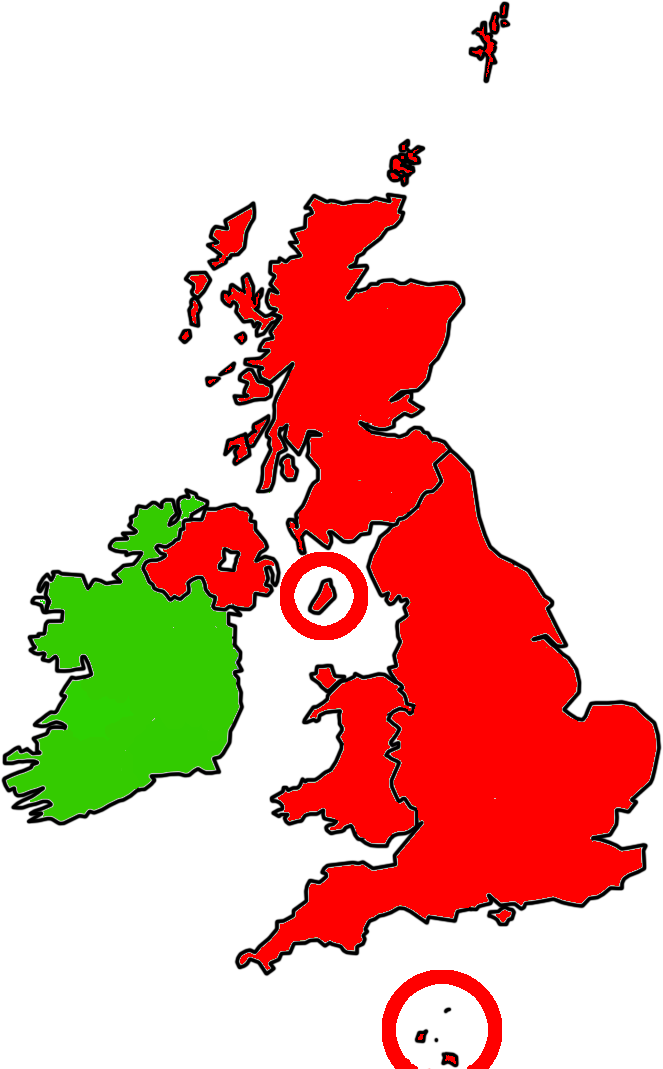
Carte du Royaume-Uni (en rouge). Du Nord au Sud apparaissent l'Écosse, l'Irlande du Nord (à l'Ouest), l'Île de Man (entourée), l'Angleterre, le Pays de Galles (au centre, sur la côte ouest) et les Îles anglo-normandes (entourées).

### Extension à l'Écosse et à l'Irlande du Nord
En 1979, un rapport du Bureau de l'Intérieur recommande que la majorité sexuelle pour les actes homosexuels soit abaissée à l’âge de 18 ans en Angleterre et au Pays de Galles. Cependant, aucune réforme n’est mise en place et la majorité reste à 21 ans.
La situation évolue toutefois dans les autres provinces britanniques. Les activités homosexuelles sont ainsi légalisées en Écosse par la section 80 du Criminal Justice Act de 1980 (applicable à partir du 1er février 1981). Un amendement similaire passe ensuite en Irlande du Nord après une décision de la Cour européenne des droits de l'homme qui donne raison à un homosexuel dans le cas Dudgeon contre le Royaume-Uni. La nouvelle loi (l’Homosexual Offences Order de 1982) est un décret en conseil qui entre en vigueur le 8 décembre.

### Un coup d'arrêt provisoire avec la section 28
Malgré tout, la lutte pour les droits des personnes LGBT connaît un important revers dans les années 1980. La présence, dans les bibliothèques des écoles dirigées par la Inner London Education Authority, d’un livre considéré par certains comme faisant la « promotion » de l’homosexualité (Mette bor hos Morten og Erik) aboutit à des protestations dans les milieux conservateurs. Après une campagne en faveur de l’interdiction de ce genre de livre, le parti conservateur pousse le gouvernement à introduire dans le Local Government Act de 1988 un amendement interdisant la « promotion intentionnelle de l’homosexualité » par les autorités locales britanniques et l’« enseignement dans les écoles publiques de l’acceptabilité de l’homosexualité en tant que prétendue relation familiale ». Ce texte est connu sous le nom de « Section 28 » et amende la section « 2A » du Local Government Act de 1986.
Des évolutions dans la structure du gouvernement local après 1988 ont ensuite fait planer un certain flou sur la manière dont la loi devait s’appliquer et ont même posé la question de savoir si le texte devait s’appliquer aux écoles publiques. Finalement, la section 28 a été supprimée par le gouvernement travailliste en novembre 2003. En juin 2009, le parti conservateur, par la voix de son nouveau leader, David Cameron, a par ailleurs présenté ses excuses à la communauté homosexuelle pour avoir donné naissance à une loi qui avait eu, pour elle, des conséquences néfastes.
Selon les San Diego Gay and Lesbian News, les violences homophobes connaissent une forte progression dans les années 1980. Les homosexuels sont également stigmatisés en raison de la propagation du sida,.

## Majorité sexuelle

### Demi-échec de 1994

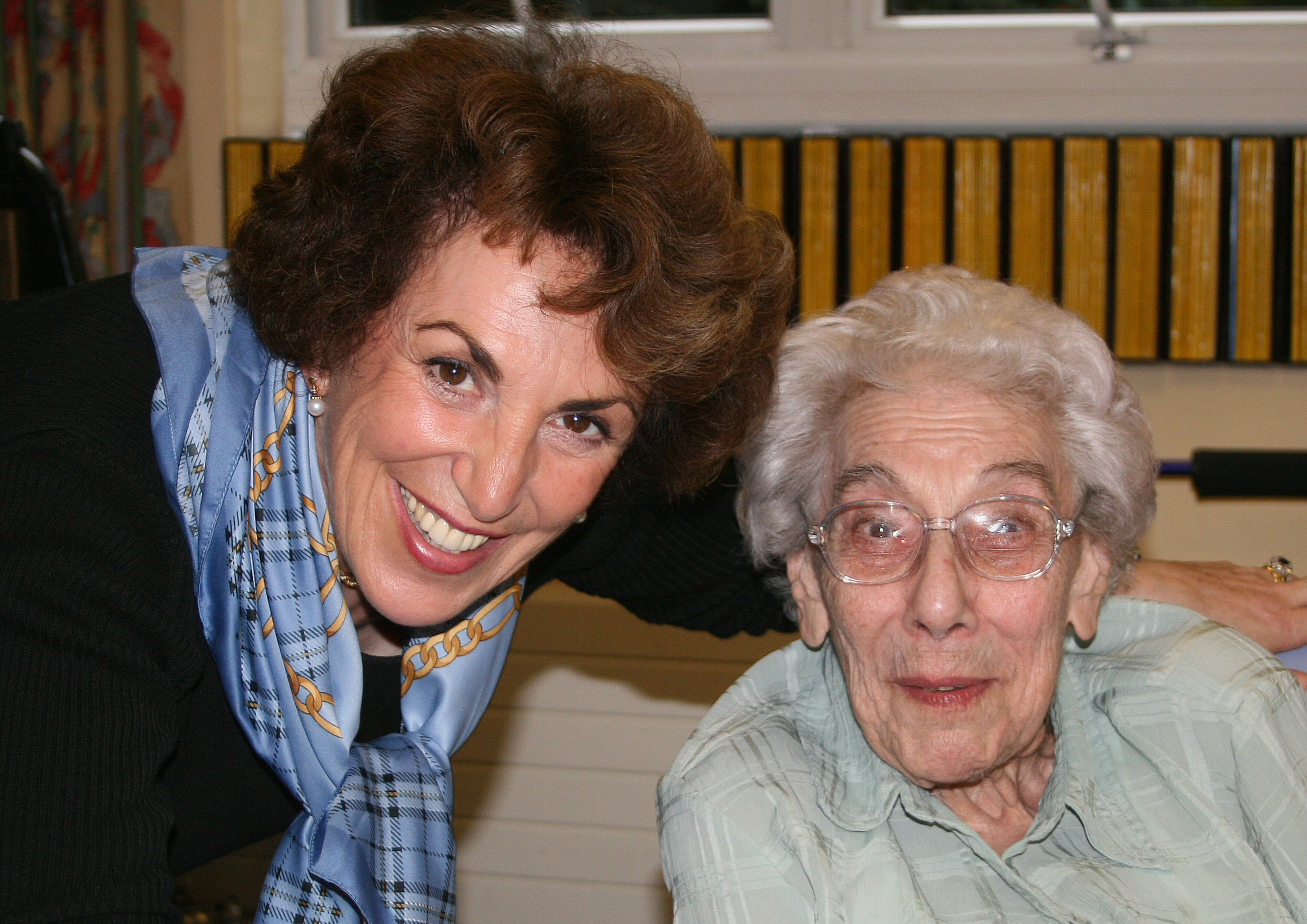
La députée Edwina Currie (ici à gauche) à Nightingale House.

En février 1994, le Parlement britannique réforme la loi réprimant le viol et les autres crimes sexuels dans le cadre du Criminal Justice and Public Order Bill. La parlementaire conservatrice Edwina Currie présente alors un amendement destiné à abaisser la majorité sexuelle pour les relations homosexuelles au même âge que celui fixé pour les actes hétérosexuels (c’est-à-dire 16 ans au lieu de 21). De nombreux députés travaillistes, parmi lesquels Tony Blair, lui offrent leur soutien. Malgré tout, l’amendement n’obtient que 280 voix contre 307 et il n’est donc pas appliqué. Parmi les personnalités qui ont voté en sa faveur, on compte John Smith, Neil Kinnock, Paddy Ashdown et William Hague. Parmi ceux qui s’y sont opposés, il y a David Blunkett et la baronne de Bolton Ann Taylor.
Une fois l’amendement rejeté, des scènes de mécontentement se produisent devant le Palais de Westminster. Une manifestation organisée par l’association militante OutRage! a ainsi maille à partir avec la police.

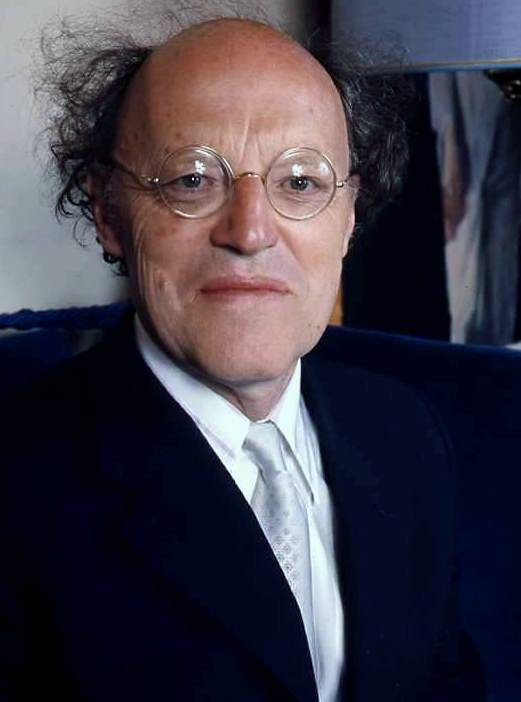
Frank Pakenham, 7e comte Longford (ici en 2010), est, depuis les années 1960, un opposant farouche à l'égalité des droits pour les personnes LGBT.

Malgré tout, ce premier vote est immédiatement suivi d’un second puisque, après le rejet l’amendement d’Edwina Currie, le parlementaire Anthony Durant (en) en soumet un nouveau à la Chambre des Communes. Il propose ainsi d’abaisser l’âge du consentement légal pour les actes homosexuels à 18 ans. Cette fois, l’amendement est accepté par 427 voix contre 162 et, parmi ses supporters, on compte Michael Howard et John Major tandis que, parmi ses opposants, on trouve John Redwood, Michael Heseltine et John Gummer. Un autre amendement, présenté par Simon Hughes et qui propose d’unifier la majorité sexuelle pour les actes hétérosexuels et homosexuels à 17 ans n’est par contre pas soumis au vote.
Par la suite, l’amendement d’Anthony Durant est accepté par la Chambre des lords par 290 voix contre 247 et cela malgré l’opposition de Frank Pakenham (7e comte de Longford) qui cherche à maintenir l’âge de 21 ans pour les relations homosexuelles. Un amendement de Lord MacIntosh of Haringey, chef des travaillistes à la Chambre haute, qui propose l’abaissement de la majorité sexuelle à 16 ans pour les homosexuels est lui aussi rejeté par 245 voix contre 71.

### Difficile abaissement à16 ans
Le 1er juillet 1997, la Commission européenne des droits de l'homme détermine, dans le cadre de l’affaire Sutherland c. Royaume-Uni, qu’une différence de majorité sexuelle entre homosexuels et hétérosexuels viole les articles 8 et 14 de la Convention européenne des droits de l'homme puisqu’elle ne peut être justifiée objectivement et raisonnablement. Le 13 octobre suivant, le gouvernement britannique indique à la Cour européenne des droits de l'homme qu’il a décidé de proposer une loi au Parlement afin de faire passer l’âge de consentement légal pour les homosexuels de 18 à 16 ans durant l’été 1998.

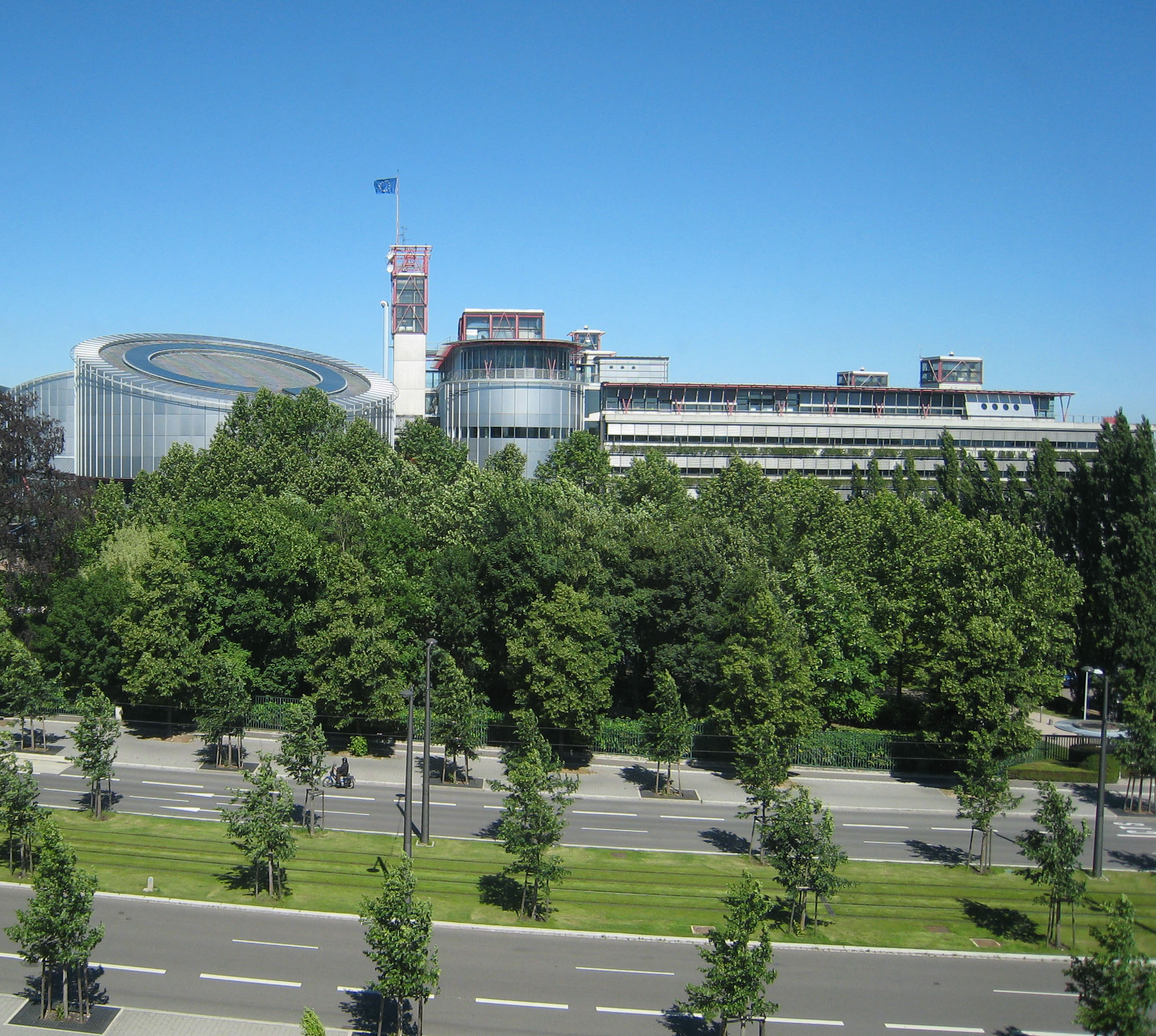
Le siège de la Cour européenne des droits de l'homme, à Strasbourg.

Comme prévu, le Crime and Disorder Bill est présenté devant le Parlement le 22 juin 1998. La députée travailliste Ann Keen propose alors un amendement à la loi pour faire passer la majorité sexuelle à 16 ans pour tout le monde. La Chambre des Communes accepte cette réforme avec une majorité de 207 voix mais les Lords la refusent avec une majorité de 168 voix. L’amendement sur le Sexual Offences Bill est donc réintroduit le 16 décembre suivant. Mais, encore une fois, les Communes acceptent la réforme le 25 janvier 1999 tandis que les Lords la rejettent le 14 avril.
Du côté des opposants à la réforme, l’argument avancé pour refuser l’abaissement de la majorité sexuelle à 16 ans est fondé sur la volonté de protéger les enfants. La baronne Janet Young, leader du mouvement anti-amendement, déclare ainsi que « les pratiques homosexuelles comportent de grands risques pour la santé des jeunes gens ».
Le gouvernement soumet pourtant à nouveau la loi aux Communes en 1999. Or, grâce aux Parliament Acts de 1911 et de 1949, une loi peut être appliquée en Grande-Bretagne par les Communes si elles l’approuvent à trois reprises, et cela même si la Chambre des lords continue à s’y opposer. Les Lords finissent donc par accepter la loi en deuxième lecture mais en lui ajoutant un amendement maintenant la majorité sexuelle pour la sodomie à l’âge de 18 ans, pour les hétérosexuels comme les homosexuels. La loi n’ayant pas terminé son passage devant la Chambre des lords à la fin de la session parlementaire du 30 novembre 2000, le président de la Chambre des communes Michael Martin certifie alors que la procédure mise en place par les Parliament Acts a été mise en marche. La loi reçoit donc la sanction royale quelques heures plus tard et est enregistrée sous le nom d’amendement au Sexual Offences Act de 2000. Elle est finalement appliquée dans tout le Royaume-Uni le 8 janvier 2001.

## Progressive interdiction des discriminations

### Abolition de la Section 28

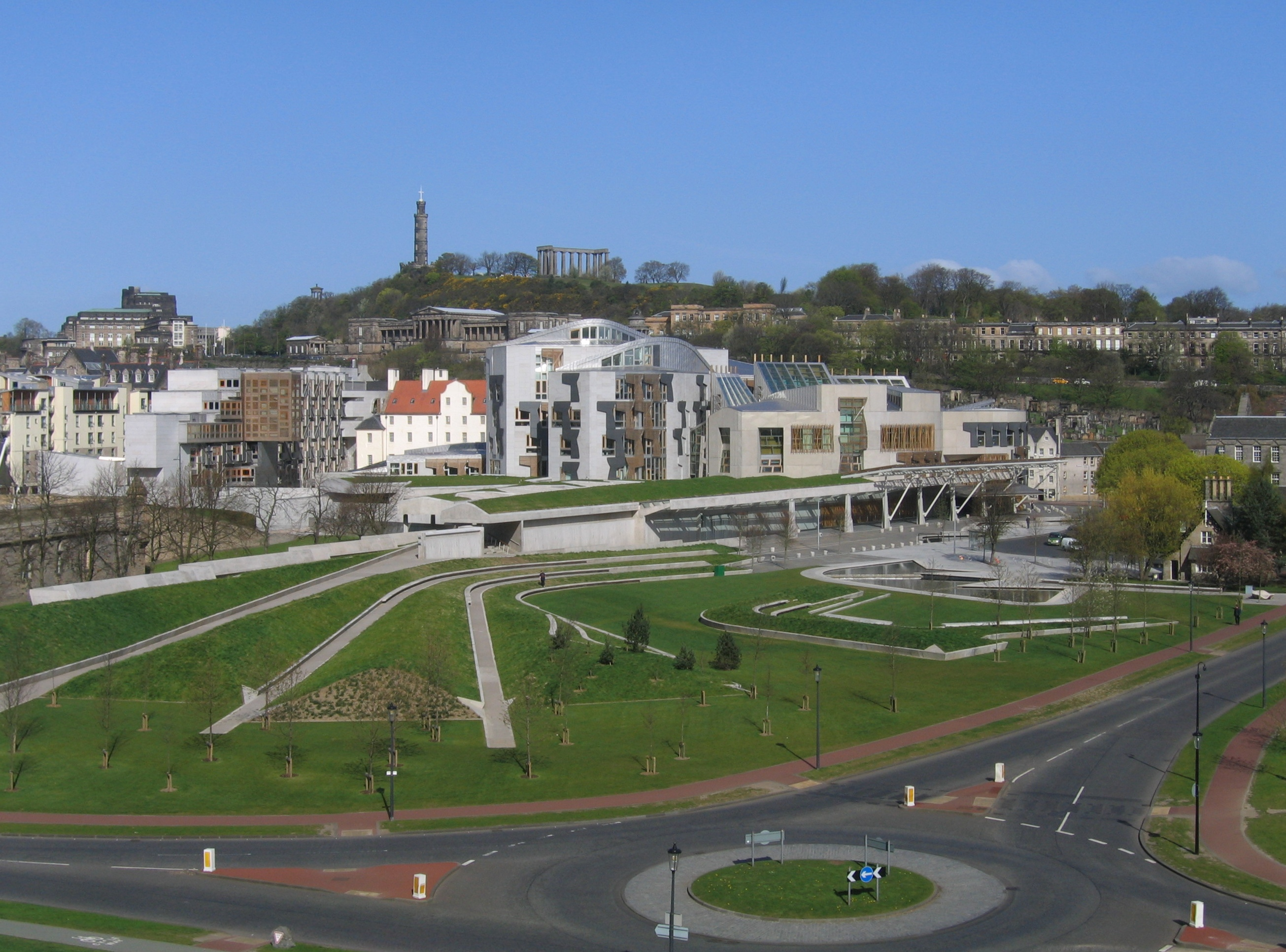
Vue du Parlement écossais.

La Section 28 (connue sous le nom de Section « 2A » en Écosse) est abolie par le parlement d’Édimbourg, deux ans après sa création, grâce à l’Ethical Standards in Public Life etc. Act de 2000.
Un mouvement destiné à abolir la Section 28 en Angleterre et au Pays-de-Galles est stoppé par la Chambre des lords sous l’action de la baronne Young. Mais après la mort de la parlementaire en 2002, le Local Government Act de 2003 peut finalement être adopté et entre en vigueur le 18 novembre 2003. Durant ce nouveau vote, aucune tentative de conserver la Section 28 n’est menée et un amendement cherchant à le préserver en utilisant le ballotage est mis en échec par la Chambre des lords. C’est là la preuve d’une évolution considérable de la perception des questions homosexuelles dans la société.

### Fin de la discrimination à l'embauche
À la suite de l’adoption, en 2000, d’une directive de l'Union européenne garantissant l’égalité de traitement face à l’emploi, une loi reconnaissant l’interdiction de la discrimination à l'embauche sur la base de l’orientation sexuelle est mise en place le 1er décembre 2003.

### Vers la complète égalité sexuelle
Le 1er mai 2004, la loi sur les délits sexuels entre en vigueur. Il abolit toute la législation précédente concernant la sexualité, y compris la loi de 1967, et introduit une législation complètement neutre. Désormais, les restrictions concernant le caractère privé des relations homosexuelles sont abolies et la sexualité est regardée de manière identique par la loi, quelle que soit l’orientation des participants.

### Interdiction de la discrimination à la fourniture de biens et de services

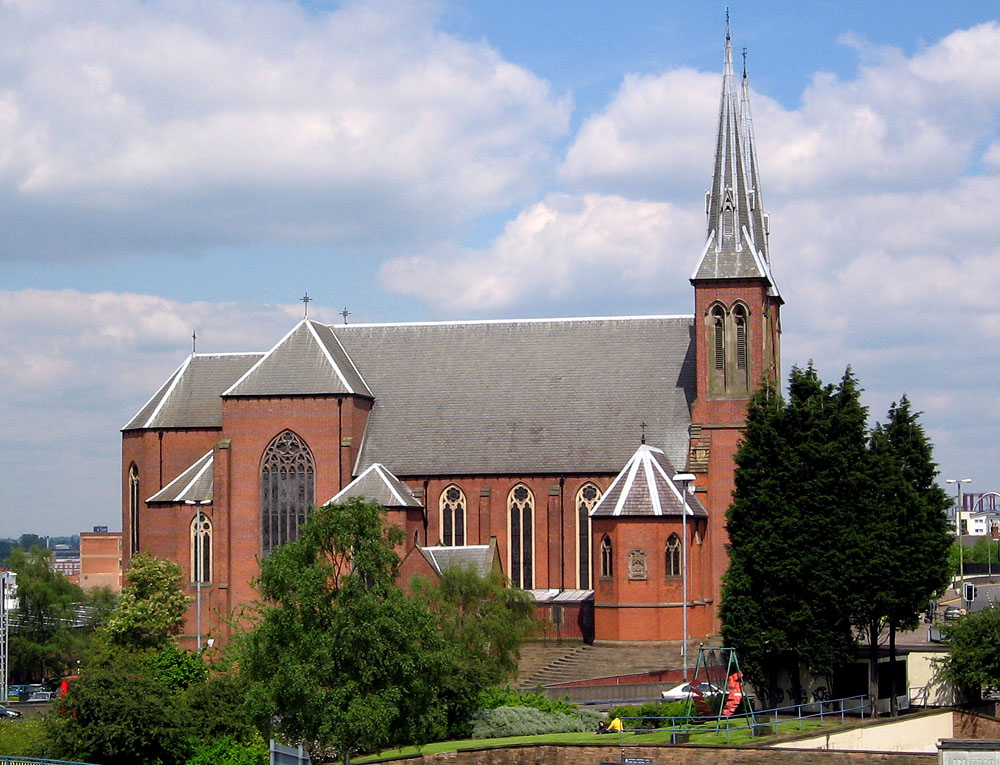
La cathédrale catholique de Birmingham

Le 30 avril 2007, l’Equality Act est élargi aux questions liées à l’orientation sexuelle, suivant ainsi un mouvement initié par l’Irlande du Nord en 2006. La discrimination sur la base de l’orientation sexuelle est alors officiellement interdite dans la fourniture de biens et de services, comme elle l’était déjà pour la discrimination sur la base du sexe (1975), de la race (1976), du handicap (1995) et du statut marital.
L’interdiction de la discrimination contre les homosexuels aboutit cependant à des controverses. Une dispute oppose ainsi le gouvernement à l’Église catholique d’Angleterre et du Pays de Galles, qui prétend exempter ses agences d’adoption de la mesure. Arguant qu’il contredit les « valeurs morales » de l’Église catholique, l’archevêque de Birmingham Vincent Nichols déclare son opposition à l’Equality Act et soutient les partisans de l’exemption d’application pour les agences d’adoption catholiques. Finalement, les catholiques obtiennent gain de cause par jugement le 17 mars 2010.

### Reconnaissance de genre
Depuis 2004, les personnes transgenres peuvent faire légalement reconnaître leur genre affirmé et obtenir un certificat de reconnaissance de genre.

### Equality Actde 2010
Le 8 avril 2010, l’Equality Act est voté par le Parlement. Son premier but est d’unifier et de mettre en ordre les nombreuses réformes ayant donné naissance à la législation anti-discrimination au Royaume-Uni, parmi lesquelles l’Equal Pay Act de 1970, le Sex Discrimination Act de 1975, le Race Relations Act de 1976, le Disability Discrimination Act de 1995 et les trois grands « statutory instruments » interdisant la discrimination à l'embauche sur la base des croyances (2003), de l’orientation sexuelle (2003) et de l’âge (2006). Cette nouvelle législation est comparable au Civil Rights Act américain de 1964 et aux quatre principales directives européennes sur l’égalité de traitement, dont elle copie d'ailleurs les décisions.
L’Equality Act impose donc l’égalité de traitement dans l’accès à l’emploi et aux services publics et privés, quels que soient le genre, la race, le handicap, l’orientation sexuelle, les croyances ou l’âge. Il autorise la célébration de cérémonies religieuses dans le cadre de la signature de civil partnerships en Angleterre et au Pays de Galles. Enfin, il étend les droits des personnes transgenres en interdisant la discrimination dans les écoles sur la base de la réattribution sexuelle.

## Partenariat civil
Par la suite, le Parlement crée un contrat d’union civile (le « civil partnership ») pour les couples de même sexe avec le Civil Partnership Act du 18 novembre 2004. Ce contrat d’union garantit aux couples homosexuels les mêmes droits que ceux octroyés par le mariage aux hétérosexuels. L’État refuse pourtant de donner à cette union le nom de mariage entre personnes de même sexe et l’Église anglicane refuse de le bénir.
Le premier civil partnership est célébré le 5 décembre 2005 (à 11h00) et unit Matthew Roche et Christopher Cramp au Saint Barnabas Hospice, à Worthing, dans le Sussex de l'Ouest. Pour l’occasion, la période de 14 jours d’attente pour l'entrer en vigueur de la loi est écourtée car Roche est en phase terminale d’une maladie (et meurt d’ailleurs le jour suivant la signature du contrat). Par la suite, la première cérémonie de civil partnership est célébrée le 19 décembre en Irlande du Nord. D’autres signatures se produisent le lendemain en Écosse et le surlendemain en Angleterre et au Pays de Galles.

## Homoparentalité

### Conquête du droit à l'adoption

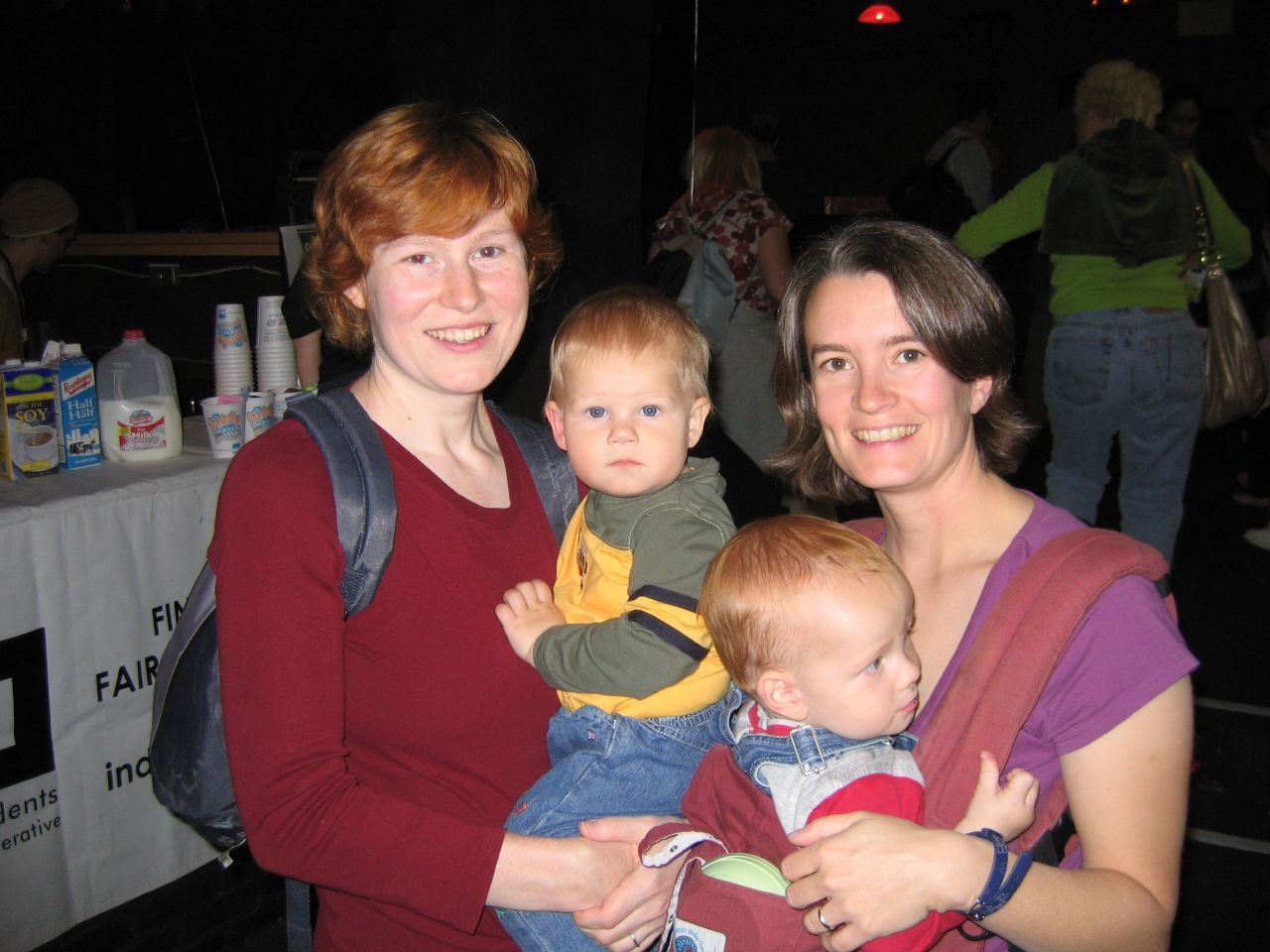
Une famille homoparentale.

Avec l’Adoption and Children Act de 2002, le Parlement décide d’ouvrir, en Angleterre et au Pays-de-Galles, l’adoption aux célibataires et aux couples non mariés, sans aucune restriction pour les homosexuels. La Chambre des lords rejette d’abord la proposition de loi avant de finir par l’adopter. Dans le pays, les défenseurs du projet font campagne en disant que l’adoption n’est pas un problème de « droit des homosexuels » mais une question liée à la nécessité de donner une famille aussi stable que possible aux enfants qui en sont dépourvus. Au contraire, les opposants au projet émettent des doutes sur la stabilité des couples non mariés et soulignent combien l’instabilité est néfaste pour le bien-être des enfants adoptés. Une législation similaire est adoptée en Écosse et entre en vigueur le 28 septembre 2009,.

### Accès à la fécondation in vitro et à la coparentalité
L’Human Fertilisation and Embryology Act de 2008 reçoit la sanction royale le 13 novembre 2008. La législation autorise alors les mères lesbiennes et leurs compagnes à être également reconnues comme parents légaux en cas de fécondation in vitro (FIV) ou d’insémination artificielle, et ce dès la naissance de l’enfant. Cette loi, qui reconnaît également la parentalité pour les pères gays et leurs partenaires, entre en vigueur le 6 avril 2009 mais n’est pas rétroactive. Depuis le 31 août 2009, la loi permet en outre aux couples de lesbiennes de faire apparaître leurs deux noms sur les certificats de naissance de leurs enfants,.
La nouvelle législation est critiquée par ceux qui considèrent qu’elle « met en danger la notion traditionnelle de famille ». En revanche, Ruth Hunt, porte-parole de l’association Stonewall, déclare que la nouvelle loi rend la vie plus simple pour les familles de lesbiennes.

## Autres réformes

### Interdiction de l'incitation à la haine

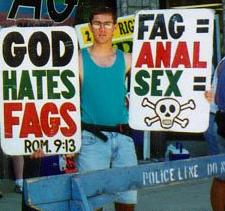
Un militant homophobe propageant la haine envers les homosexuels (États-Unis).

En octobre 2007, le gouvernement annonce qu’il souhaite introduire un amendement au Criminal Justice and Immigration Bill afin de créer un délit d’incitation à la haine sur la base de l’orientation sexuelle. Ce délit, qui existe déjà dans la législation de l’Irlande du Nord, fait suite au très controversé Racial and Religious Hatred Act de 2006, qui concerne la haine raciale et religieuse.

### Lutte contre les discriminations
D’autres initiatives sont ensuite menées pour renforcer la protection des personnes LGBT :
- Une Commission pour l’Égalité et les Droits de l’Homme est mise en place le 1er octobre 2007 dans le but de promouvoir l’égalité dans tous les domaines. Elle remplace une précédente institution dédiée aux seules discriminations sexuelles, raciales ou liées au handicap.
- Un Groupe de Conseil sur l’Orientation Sexuelle et le Genre est créé à l’intérieur du Département de la Santé[29].
- Une disposition du Criminal Justice Act de 2003 fait de la haine envers les personnes homosexuelles une circonstance aggravante dans les crimes et délits[30].
- Le Crown Prosecution Service émet des conseils pour le traitement des crimes homophobes[31].
- Le gouvernement s’engage à œuvrer en faveur des droits des personnes LGBT au niveau international[32].

## Perception de l'homosexualité par la population
Le regard de la population britannique vis-à-vis de l’homosexualité évolue lui-aussi, comme le montre un sondage organisé par YouGov en mai 2007. Celui-ci indique en effet que 90 % des citoyens soutiennent la mise en place d’une loi interdisant les discriminations sur la base de l’orientation sexuelle. Il montre également que la perception du public vis-à-vis des gays est généralement positive, même s’il existe toujours des préjugés au sein de la population.
Un autre sondage datant de juin 2009 et organisé par Populus pour The Times indique que la majorité de la population soutient le mariage entre personnes de même sexe. 61 % des personnes interrogées considèrent ainsi que les couples de même sexe devraient bénéficier du même droit au mariage, et pas seulement du civil partnerships,.
Symbole de cette évolution, la Société religieuse des Amis (ou quakers) demande au gouvernement d’autoriser les unions de même sexe le 30 juillet 2009.
Une nouvelle enquête menée par Angus Reid en juillet 2010 montre que 78 % des Britanniques soutiennent soit le mariage entre personnes de même sexe, soit les unions civiles (avec 41 % d’opinions favorables pour le mariage et 37 % pour le civil partnership). Le nombre de personnes refusant toute forme d’union pour les personnes de même sexe a par ailleurs diminué de 3 % depuis août 2009.
Élue députée européenne en 2009, Nikki Sinclaire devient la première personne trans à devenir parlementaire au Royaume-Uni.

## Controverse sur les thérapies de conversion
Selon Peel, Clarke et Drescher, une seule organisation pratiquerait encore la thérapie de conversion au Royaume-Uni en 2007 : The Freedom Trust. Ce groupe religieux fait partie de l’organisation « ex-gay » Exodus International, très influente aux États-Unis. De fait, si de nombreux praticiens préconisaient les thérapies de conversion entre les années 1950 et 1970, la plupart considèrent aujourd’hui l’homosexualité comme un comportement normal.

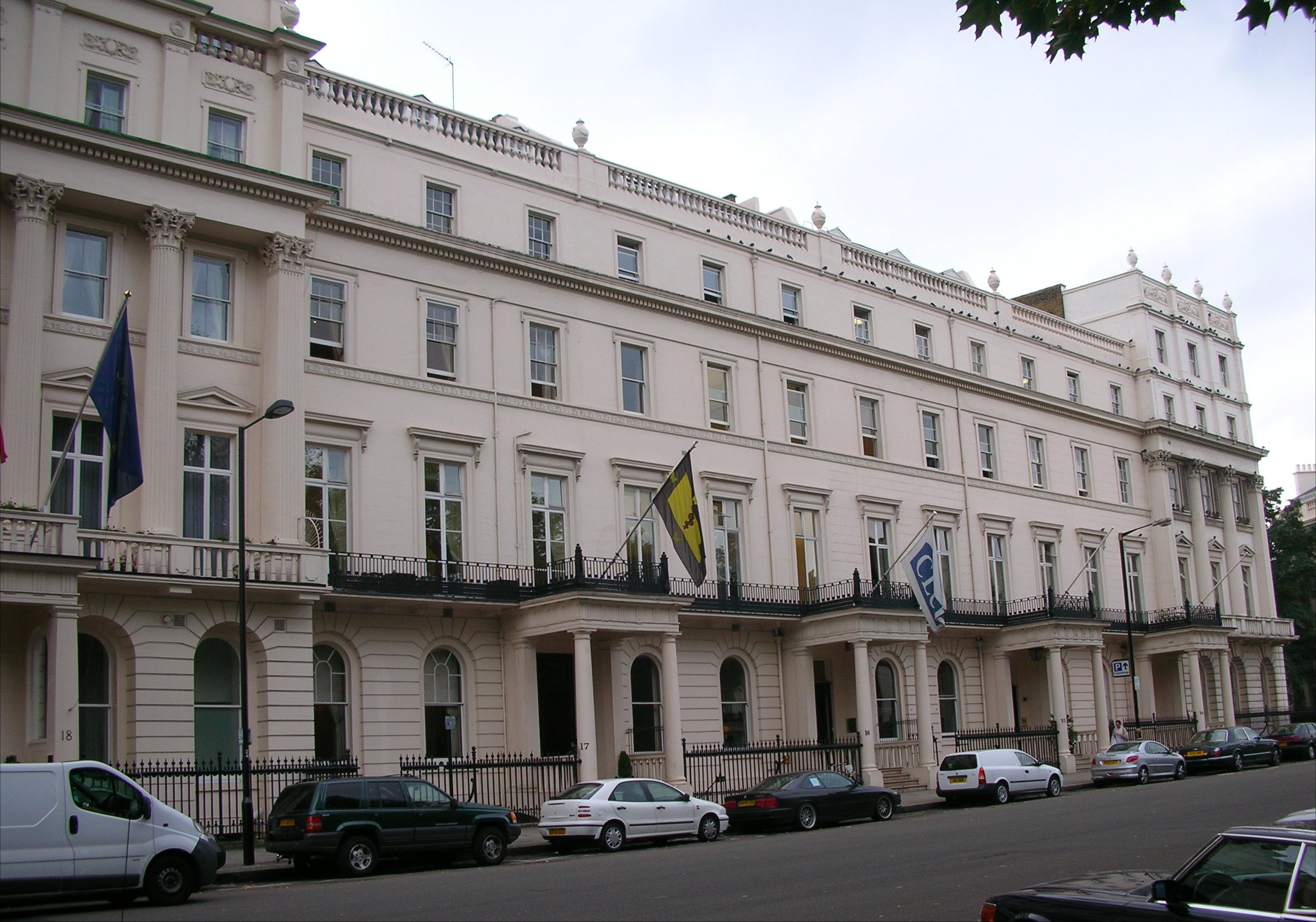
Le siège du Royal College of Psychiatrists (bâtiment avec un drapeau jaune), à Londres.

En 2007, le Royal College of Psychiatrists, principale organisation professionnelle des psychiatres du Royaume-Uni, émet un rapport établissant que : « des preuves montrent des personnes LGBT cherchent de l’aide pour des problèmes de santé mentale. Cependant, elles pourraient être incomprises par des thérapeutes qui considèrent l’homosexualité comme la racine de problèmes tels que la dépression ou l’anxiété. Malheureusement, les thérapeutes qui agissent ainsi risquent de causer une détresse considérable. Une petite minorité de thérapeute va même tellement loin dans leur tentative de changer l’orientation sexuelle de leur patients que cela peut avoir des conséquences très graves. Bien qu’il y ait aujourd’hui de nombreux thérapeutes et organisations aux États-Unis et au Royaume-Uni qui déclarent que la thérapie peut aider les homosexuels à devenir hétérosexuels, il n’y a aucune preuve qu’un tel changement est possible ».
En 2008, le Royal College of Psychiatrists déclare qu’il « partage les inquiétudes de la Société américaine de psychiatrie et de l’Association américaine de psychologie, qui considèrent que les positions de groupes comme la National Association for Research and Therapy of Homosexuality (Association nationale pour la recherche et la thérapie contre l'homosexualité) ne sont pas soutenues par la science. Il n’y a aucune preuve scientifique solide de la possibilité de changer d’orientation sexuelle. En outre, les soi-disant traitements de l’homosexualité recommandés par la National Association créent un cadre dans lequel les préjugés et les discriminations peuvent fleurir ».
En 2009, une enquête menée dans le cadre d’une étude sur les thérapeutes en santé mentale au Royaume-Uni a conclu qu’« une minorité significative de professionnels de la santé mentale essaient d’aider leurs patients lesbiennes, gays ou bisexuels à devenir hétérosexuels. Étant donné l’absence de preuve d’efficacité de tels traitements, c’est certainement imprudent et même malfaisant ». Le site Scientific American rapporte qu’« un psychiatre ou psychologue britannique sur 25 déclare qu’il serait volontaire pour aider les patients homosexuels et bisexuels à se convertir à l’hétérosexualité, même s’il n’existe pas de preuve scientifique fiable montrant qu’une personne peut devenir hétérosexuelle par la volonté » et explique que 17 % de ceux qui ont été interrogés affirment qu’ils ont déjà essayé de réduire ou de supprimer les sentiments homosexuels, et que 4 % disent qu’ils tenteront d’aider les personnes homosexuelles à se convertir à l’homosexualité dans le futur.
En 2021, la reine, lors de son discours de l'ouverture du Parlement et pendant la déclaration des projets du gouvernement, annonce l'interdiction des thérapies de conversion touchant l'orientation sexuelle et l'identité de genre.

## Droit des personnes transgenres
En 1970, la décision de justice Corbett v Corbett a légalement interdit aux personnes transgenres le changement du marqueur de sexe sur leur certificat de naissance, leur interdisant légalement de se marier aux personnes du genre opposé, comme cela serait considéré légalement comme un mariage entre personnes de « même sexe » (qui était interdit à l'époque). Cette décision fut ensuite utilisée comme précédent par plusieurs tribunaux américains,. Dans l'affaire de la Cour européenne des droits de l'homme de 2002 Goodwin v United Kingdom, le Royaume-Uni a été déclaré coupable de la violation des articles 8 et 12 de la Convention européenne des droits de l'homme. Cette décision de justice amènera au vote du Gender Recognition Act 2004,. Avant ça, le jugement de la Cour européenne des droits de l'homme P v S and Cornwall County Council avait statué que la loi anti-discirimination de genre européenne s'appliquait aux personnes trans.
En 2002, le ministère du Lord grand chancelier a publié un document sur la « Politique gouvernementale concernant les personnes transsexuelles », qui affirme catégoriquement que « le transsexualisme n'est pas une maladie mentale ».
Depuis le 4 avril 2005, d'après le Gender Recognition Act 2004, il était possible pour les personnes transgenres de changer leur genre légal au Royaume-Uni, leur permettant d'acquérir un nouvel acte de naissance, leur donnant une complète reconnaissance de leur sexe légal. Les personnes transgenres doivent présenter leur demande à un Gender Recognition Panel, qui examine leur cas et délivre un Gender Recognition Certificate (certificat de reconnaissance de genre, GRC). Elles doivent avoir transitionné pendant deux ans avant la délivrance d'un GRC. Une chirurgie de réattribution sexuelle n'est pas obligatoire pour cette demande, mais dans le cas où une telle chirurgie a été faite, elle peut être présentée comme preuve. Il y a une approbation officielle des transitions médicales par la National Health Service et par des services privés.
Il y a eu cependant des inquiétudes des mariages et des partenariats civils. Selon le Gender Recogition Act 2004, il est demandé aux personnes transgenres mariées de divorcer ou d'annuler leur mariage pour avoir accès à une GRC. Le Gouvernement avait décidé de garder cette condition dans la loi, car elle aurait sinon rendu légal certains mariages de même sexe. Le Civil Partnership Act 2004 a autorisé les partenariats civils pour les couples de même sexe, mais les couples mariés incluant une personne transgenre ne pouvaient pas juste ré-enregistrer leur nouveau statut. Ils devaient d'abord voir leur mariage dissout, obtenir la reconnaissance légale de leur nouveau genre puis déclarer un partenariat civil. Ceci suivait la même procédure que n'importe quel divorce, incluant les démarches administratives et le coût.
Avec la légalisation du mariage pour les couples de même sexe en Angleterre et au Pays de Galles, les mariages existants continueront quand l'une ou l'autre des parties change son genre légal et les deux parties souhaitent rester mariées. La loi ne restaure aucun des mariages annulés comme précondition pour l'obtention d'une GRC, et prévoit qu'une GRC ne peut être délivrée que si l'époux ou l'épouse d'une personne transgenre y a consenti. Si l'époux ou l'épouse ne consent pas, le mariage doit être dissout avant la délivrance d'une GRC.
Une étude de 2019 par Paul Baker, professeur à l'université de Lancastre, a montré que sur plus de 6000 articles écrits écrits par la presse britannique entre 2018 et 2019, nombre d'entre eux étaient écrits « dans le but d'être critique des personnes trans » et de décrire « les personnes trans comme étant déraisonnables et agressives ».
Depuis le 1er janvier 2021, le régulateur des télécommunications du Royaume-Uni Ofcom inclut explicitement « le réassignement de genre » dans ses politiques et procédures contre les discours de haine (avec la race, le handicap, le sexe et l'orientation sexuelle).
En avril 2021, il a été annoncé que les frais pour un Gender Recognition Certificate seraient réduits à 5£ à partir de début mai 2021,.
En 2021, une vive controverse éclate lorsque l'universitaire Kathleen Stock est prise à partie pour ses positions envers les femmes transgenres,. La même année, deux livres aux vues opposées sont publiés au Royaume-Uni : The Transgender Issue (en) de Shon Faye, un plaidoyer pour la défense des personnes transgenres au Royaume Uni,,,, et Trans: When Ideology Meets Reality (en) de Helen Joyce (en), qui s'oppose à l'idée que le « sexe biologique » puisse être considéré comme non pertinent et se positionne contre l'auto-identification du genre.,
En septembre 2021, un rapport du Conseil de l'Europe sur les opinions anti-LGBT en Europe décrivait la rhétorique anti-trans au Royaume-Uni comme ayant gagné « une crédibilité sans fondement et inquiétante, au prix à la fois des libertés civiles des personnes trans et des droits des femmes et des enfants », citant une augmentation des crimes de haine depuis 2015 et des déclarations faites par le ministre des Égalités Kevin Badenoch au forum de la journée mondiale contre l'homophobie, la transphobie et la biphobie en 2021,.

### Mineurs transgenres
Les mineurs transgenres sont inclus par le Equality Act 2010, et donc protégés contre les discriminations comme le sont les personnes trans adultes. Au Royaume-Uni, les enfants et adolescents de moins de 16 ans peuvent aussi consentir à certains traitements selon le principe de compétence Gillick, ce qui incluait les bloqueurs de puberté jusqu'à 2022.
Jusqu'à mars 2024, les enfants qui souhaitaient transitionner médicalement étaient référés au Gender Identity Development Service (GIDS) de la NHS, la seule gender identity clinic pour les personnes de moins de 18 ans du Royaume-Uni à l'époque. Le GIDS n'offrait aucune option chirurgicale à la transition, selon les recommandations du National Institute for Health and Care Excellence. En octobre 2019, le service a été attaqué en justice dans le Bell v Tavistock, et en décembre 2020 la Haute Cour de justice (Angleterre-et-Galles) a jugé que les enfants de moins de 16 ans ne pouvaient pas consentir indépendamment aux bloqueurs de puberté. Cette décision a été largement condamnée par des groupes militants pour les droits LGBTIAQ+, comme Stonewall (association), the Consortiumv of LGBT Voluntary and Community Organisations UK, et Mermaids (association), ainsi que des ONG pour les droits de l'homme, comme Amnesty International et Liberty (association).
Des spécialistes ont suggéré que le jugement pourrait avoir un impact plus large sur le principe de competence Gillick, qui permet aux personnes mineures qui remplissent les exigences pour la compétence de prendre des décisions par rapport entre autres à leur santé reproductive, et ont décrit ce jugement comme « protectionniste ». Le Royal College of Paediatrics and Child Health a publié une déclaration demandant une clarification. Un appel a été autorisé en janvier 2021, qui a été un succès et a permis d'annuler le jugement original en septembre 2021.
En septembre 2020, la NHS a commandé un rapport des services d'identité de genre pour les mineurs, mené par la pédiatre Hilary Cass,. En juillet 2022, après la sortie du rapport Cass, la NHS a déclaré qu'elle allait fermer le GIDS et le remplacer avec huit centres régionaux de soin. Le docteur Cal Horton, un chercheur au Center for Diversity Policy Research and Practice à Oxford Brookes University, a accusé le rapport de « supprémacie cis »,.
En novembre 2022, l'Association professionnelle mondiale pour la santé des personnes transgenres (WPATH), avec les groupes régionaux ASIAPATH, EPATH, PATHA et USPATH, a publié une déclaration critiquant les recommandations de la NHS d'Angleterre basées sur le rapport CASS. Cette déclaration affirmait que le rapport pathologisait la diversité de genre, faisait des présuppositions « datées » sur les personnes trans, ignorait les preuves plus récentes et promouvait un « degré d'intrusion médicale et étatique déraisonnable » dans des questions quotidiennes telles que les pronoms, le choix de vêtements, mais aussi l'accès aux traitements d'affirmation de genre. Elle précisait aussi que « le refus des traitements d'affirmation de genre sous le nom de "thérapie exploratoire" est équivalente à une thérapie de "conversion" ou de "réparation" sous un autre nom ».

## Tableau récapitulatif
| Dépénalisation de l’homosexualité                                            | depuis 1967 en Angleterre et au Pays de Galles ; 1981 en Écosse et 1982 en Irlande du Nord  |
| Droit pour les gays de servir dans l’armée                                   | depuis 2000                                                                                 |
| Majorité sexuelle égale à celle des hétérosexuels                            | depuis 2001                                                                                 |
| Adoption conjointe dans les couples de même sexe                             | depuis 2002 en Angleterre et au Pays de Galles et 2009 en Écosse                            |
| Interdiction de la discrimination à l’embauche                               | depuis 2003                                                                                 |
| Droit de changer de genre légal                                              | depuis 2005                                                                                 |
| Partenariat civil                                                            | depuis 2005                                                                                 |
| Interdiction de la discrimination dans la fourniture de biens et de services | depuis 2007                                                                                 |
| Accès aux FIV pour les lesbiennes                                            | depuis 2009                                                                                 |
| Bénédictions des partenariats civils dans les lieux de culte                 | depuis 2010                                                                                 |
| Apparition des deux parents de même sexe sur les certificats de naissance    | depuis 2010                                                                                 |
| Autorisation du don de sang pour les HSH                                     | après une année de report des activités sexuelles                                           |
| Mariage civil pour les personnes de même sexe                                | Légal en Angleterre 2013, au Pays de Galles 2013 et en Écosse 2014, en Irlande du Nord 2020 |